# Gaston Linden
Auguste Adrien Jean Jules Gaston (Gaston) Linden (Elsene, 22 april 1860 – Bourg-la-Reine, 8 april 1949) was een Luxemburgs kunstschilder.

## Leven en werk
Gaston Linden werd geboren in België uit Luxemburgse ouders, als jongste zoon van Jean Julius Linden (1817-1898) en Anna Elisa Reuter (1820-1903). Zijn vader was botanicus en directeur van de zoölogische tuin (dierentuin) in Brussel, later consul van Nueva Granada in Colombia (1862) en het groothertogdom Luxemburg (1869). Linden ontwikkelde zich als autodidact schilder. In 1880 vestigde hij zich in Parijs, waar hij raadgevingen kreeg van de Hongaarse schilder Mihály Munkácsy. Ook zijn vriendschap met de Belgische schilder Émile Wauters was van invloed op zijn werk. Eind jaren 1880 werkten Linden en Wauters enige tijd in Echternach.
Linden schilderde genreschilderijen, landschappen, portretten en zeegezichten, hij kreeg vooral bekendheid door zijn vrouwenportretten. Hij exposeerde vanaf 1880 in onder andere België, Duitsland en Frankrijk. Op de internationale kunsttentoonstelling in 1891 in Berlijn werd zijn werk voor het eerst bekroond, hij ontving een eervolle vermelding voor de twee schilderijen die hij toonde. Linden werd lid van de kunstenaarsvereniging Cercle Artistique de Luxembourg (CAL), waar hij van 1894 tot 1910 deelnam aan de jaarlijkse salons. Zijn schilderij Dame au voile, in 1894 getoond op de Salon du Champ-de-Mars in Parijs en de eerste Salon du CAL, werd aangekocht door groothertog Adolf van Luxemburg.
Gaston Linden overleed in Frankrijk, twee weken voor zijn 89e verjaardag.

## Enkele werken

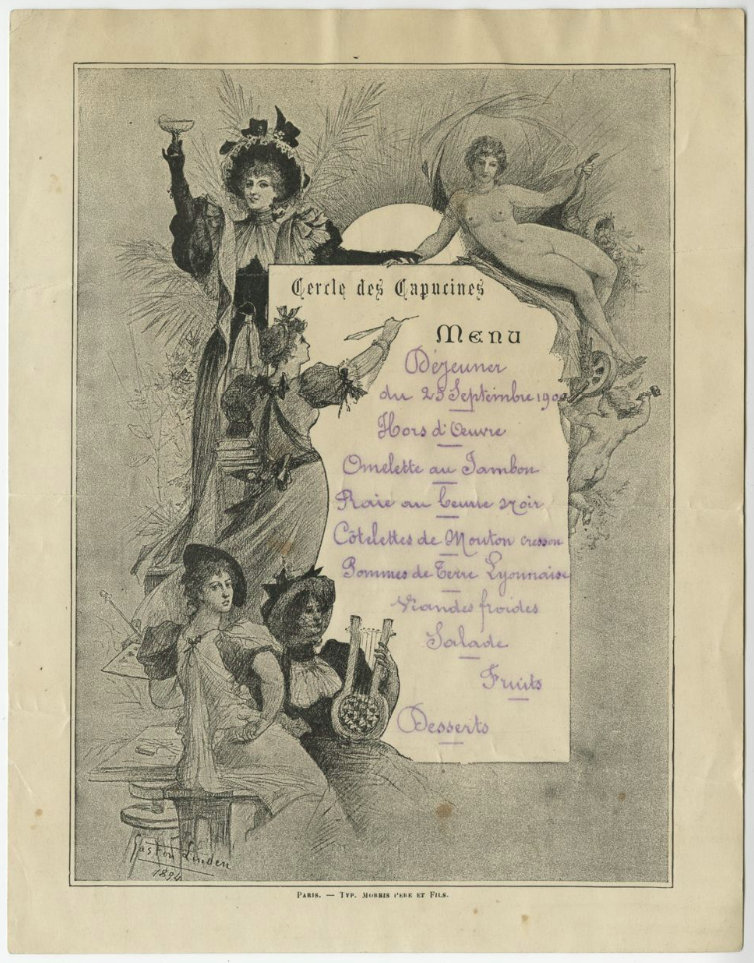
Cercle des Capucines menu (1894)
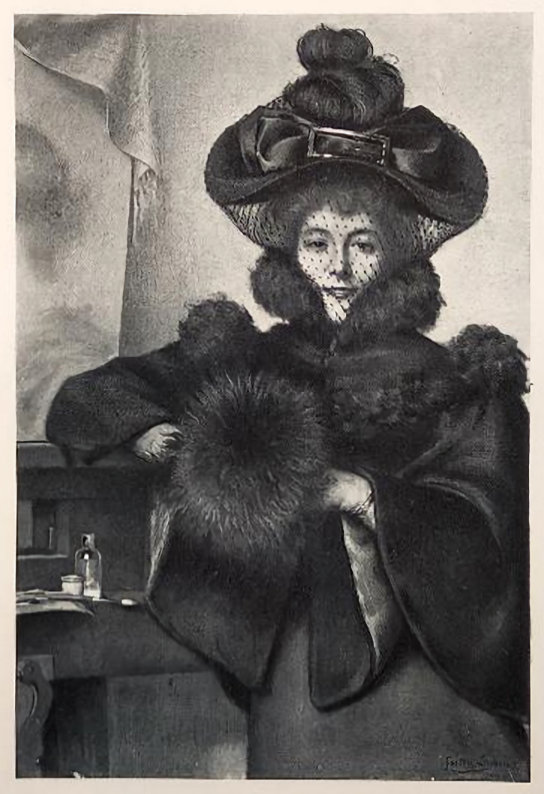
Le faux modele (1895)
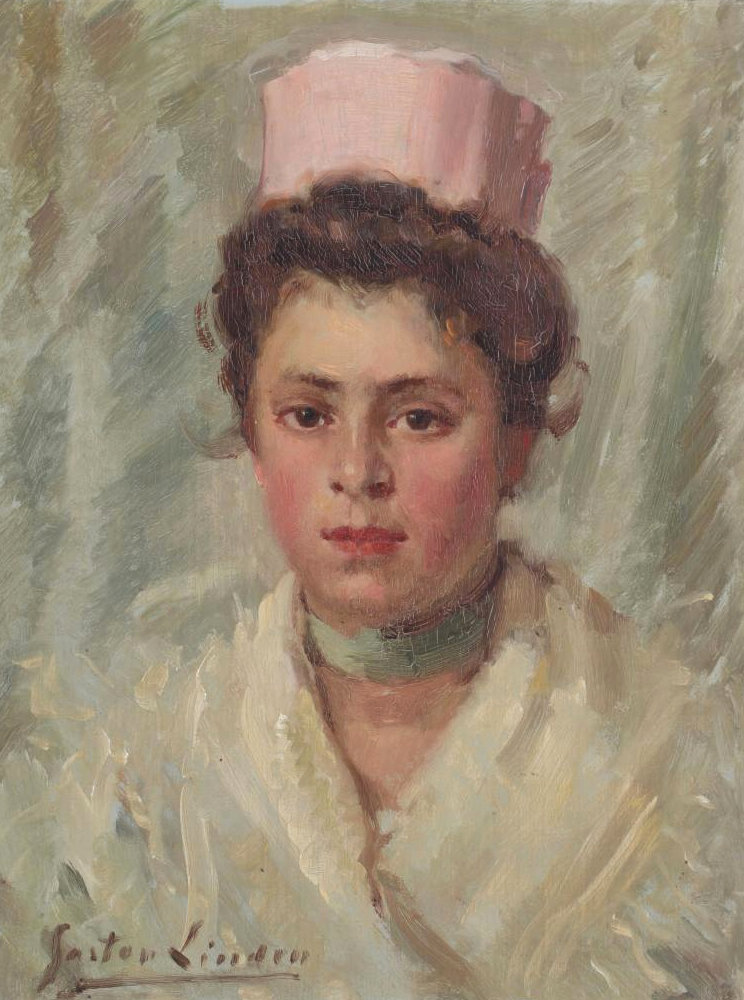
Jeune femme
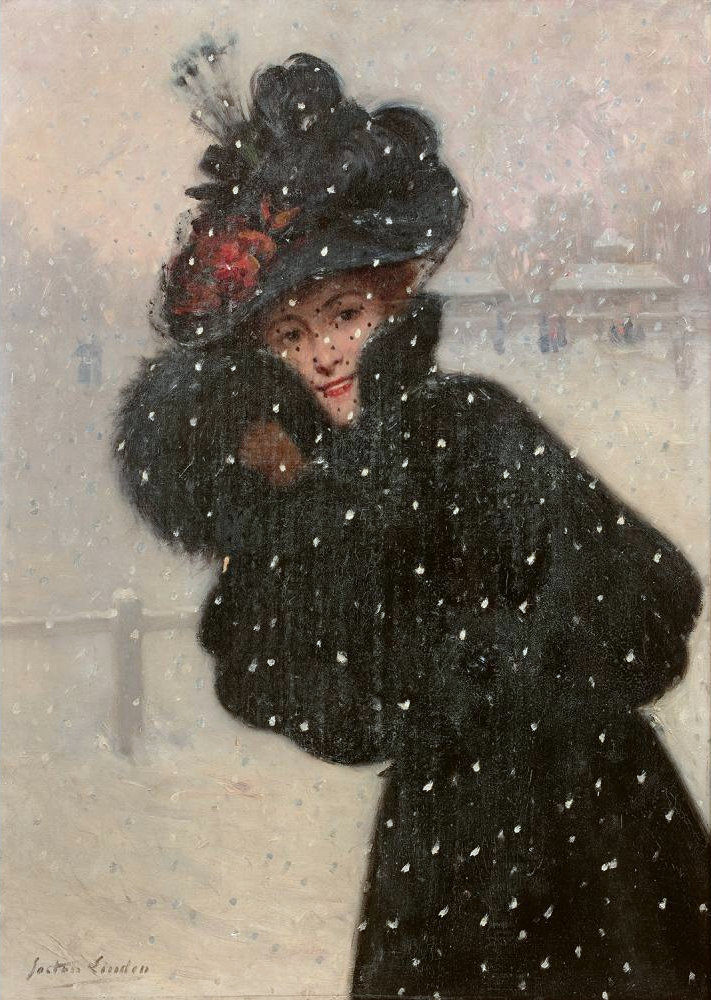
Jeune femme au manchon sous la neige
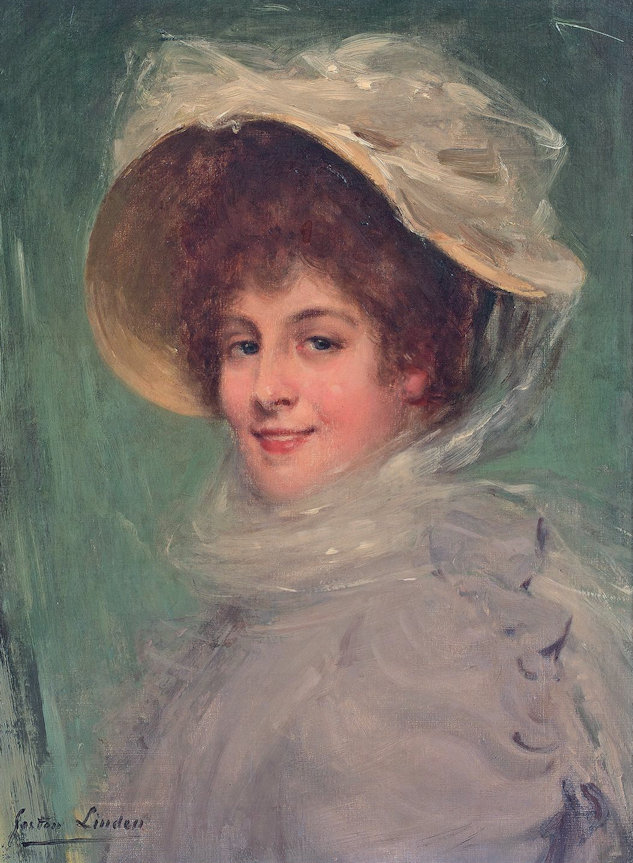
Le chapeau blanc

- Musée national d'archéologie, d'histoire et d'art: lkl000105
- Virtual International Authority File: 21153593627151670093